# Polarisatie (natuurkunde)
Polarisatie is een begrip dat in de natuurkunde in een aantal verbanden gebruikt wordt. In het algemeen betekent het opheffen van een ongerichte, willekeurige staat door het aanbrengen van een uitwendig -bijvoorbeeld elektrisch of magnetisch- veld.
In de elektrostatica is de polarisatie de verandering die in de materie optreedt bij het blootstellen aan een statisch elektrisch veld, zie polarisatie (elektriciteit)
Men spreekt echter ook van polarisatie wanneer de trillingsrichting van een lichtbundel dusdanig veranderd wordt dat deze niet meer willekeurig loodrecht op de voortplantingsrichting is, zie polarisatie (elektromagnetisme)
Wanneer een voorwerp aan een magnetisch veld wordt blootgesteld spreekt men eerder van magnetisatie dan van polarisatie, hoewel de begrippen vergelijkbaar zijn. Echter met behulp van een magnetisch veld kan de spin-richting van een bundel neutronen uitgericht worden. In dat geval spreekt men weer wel van gepolariseerde neutronen.